# Gundelshofen
Gundelshofen ist ein Gemeindeteil der Stadt Dietfurt an der Altmühl und eine Gemarkung im Landkreis Neumarkt in der Oberpfalz in Bayern.

## Lage
Der Weiler liegt östlich des Gemeindesitzes auf der Hochfläche der südlichen Frankenalb in einer wannenförmigen Vertiefung, einer „Polje“. Straßenverbindungen bestehen über die Kreisstraße NM 28 zu den Nachbarorten Eutenhofen im Nordwesten und Waltenhofen im Südosten.
Die Gemarkung Gundelshofen liegt vollständig auf dem Gebiet der Stadt Dietfurt an der Altmühl. Auf ihr liegt als einziger Gemeindeteil das Dorf Gundelshofen. Die benachbarten Gemarkungen sind Eutenhofen, Thonlohe und Schweinkofen.

## Geschichte
Der Ortsname lässt sich als Sippensiedlung eines Gundolt deuten; die Besiedelung erfolgte wohl in karolingischer Zeit durch fränkische Kolonisatoren. Später hatte das Schottenkloster St. Jakob in Regensburg hier Besitz, vermutlich als Schenkung der (um 1185 ausgestorbenen) Burggrafen von Regensburg. 1489 erscheint der Ortsname in der Form Gundelzhoffen. Im 16. Jahrhundert besaß der Hof einen Erbrechtsbrief.
1598 ist in einer im Auftrag des Pfalzgrafen Philipp Ludwig im Zuge einer Landesaufnahme erfolgten „Beschreibung des Fr: Pf: Ambtes HEMBAUR (=Hemau) im Fürstenthum Neuburg auf dem Nordgeü“ des Regenstaufer evangelischen Pfarrers und pfalzgräflichen Topographen Christoph Vogel d. J. von dem Weiler als „Gundelzhof“ die Rede. Die Zugehörigkeit des Weilers zum pfalz-neuburgischen Amt Hemau blieb bis zum Ende des Alten Reiches bestehen; einer der beiden Höfe war jedoch reichsherrlich und der Hofmark Wildenstein zugeordnet.
Gundelshofen war eine Gemeinde, die vor 1840 aufgelöst wurde. Später war Gundelshofen ein Ort der Gemeinde Predlfing, die 1938 nach Eutenhofen eingemeindet wurde. Am 19. Mai 1820 kam Gundelshofen im Zuge einer „Grenzpurifikation“ vom Landgericht Hemau in das 1803 errichtete Landgericht Riedenburg im Altmühlkreis (ab 1808; ab 1810 im Regenkreis, der 1837 in Oberpfalz umbenannt wurde). 1836 bestand der Weiler aus sechs Häusern mit 37 Einwohnern.
Im Februar 1909 ertrank bei einem Hochwasser in der Polje viel Vieh.
Im Zuge der bayerischen Gebietsreform von 1972 wurde Gundelshofen ein Gemeindeteil der Stadt Dietfurt im oberpfälzischen Landkreis Neumarkt.
2008 wurde Gundelshofen kanalisiert und an die zentrale Abwasseranlage von Dietfurt angeschlossen.

## Kirchliche Verhältnisse
Gundelshofen gehört für den Bereich der katholischen Kirche zur Pfarrei „Mariä Aufnahme in den Himmel“ in Eutenhofen des Bistums Eichstätt, die von Töging aus seelsorgerlich betreut wird.

## Doline
Nordöstlich von Gundelshofen existiert eine 80 mal 40 m große und 6 m tiefe, wasserführende Ponordoline.